# Nunavuts flagga
Nunavuts flagga antogs 1 april 1999 i samband med att det kanadensiska territoriet Nunavut bildades.
I flaggans mitt finns en röd inuksuk (inuitiskt landmärke). Till vänster om inuksuken finns ett gult fält, och till höger ett vitt. I det övre högra hörnet av det vita fältet finns en blå, femuddig stjärna. Färgerna representerar landets, havets och himlens rikedomar.